# Windows Update
Windows Update (viết tắt WU) là một dịch vụ của Microsoft nhằm cung cấp các bản cập nhật cho các thành phần của Windows. Nó có thể được thay thế bằng Microsoft Update, một phiên bản mở rộng của dịch vụ cung cấp cho các phần mềm Microsoft khác, chẳng hạn như Microsoft Office, Windows Live Essentials và Microsoft Expression Studio. Người dùng Windows Update thường tải các bản cập nhật thông qua Internet, mặc dù Microsoft cũng cung cấp các phương pháp cài đặt offline để cập nhật trên các máy tính không có kết nối Internet cũng như một loạt các phương pháp và chương trình khác cũng tồn tại để cài đặt bản cập nhật.
Dịch vụ này cung cấp các loại cập nhật khác nhau, bao gồm các bản cập nhật bảo mật hoặc các bản vá các lỗ hổng bảo mật để chống lại các phần mềm độc hại. Các bản cập nhật khác sửa lỗi không liên quan đến bảo mật hoặc bổ sung thêm các chức năng mới cho các sản phẩm.
Microsoft thường tung ra các bản cập nhật bảo mật vào ngày thứ Ba thứ hai của mỗi tháng (Patch Tuesday), nhưng đôi khi họ cũng tung ra các bản cập nhật không thường xuyên bất cứ khi nào có một yêu cầu khẩn cấp nhằm vá những lỗ hổng mới được phát hiện hoặc phổ biến nhắm mục tiêu đến người dùng Windows. Người dùng có thể cấu hình Windows Update để nó tự động cài đặt các bản cập nhật quan trọng/những bản cập nhật được khuyến khích hoặc thông báo cho họ biết mỗi khi có một bản cập nhật mới.
Windows Vista và những bản sau này cung cấp một Bảng Điều khiển (Control Panel) để định cấu hình cài đặt cho việc cập nhật và kiểm tra các bản cập nhật. Windows Update Control Panel cũng có chức năng tải các thành phần như Windows Ultimate Extras, phần mềm tùy chọn cho Windows Vista Ultimate Edition. Ngoài ra, đối với các phiên bản trước của Microsoft Windows, người dùng có thể tải xuống và cài bằng tay các bản cập nhật bằng cách truy cập trang Windows Update.

## Lịch sử

### Trang web Microsoft Update
Windows Update được giới thiệu dưới dạng một trang web với sự ra đời của Windows 95. Microsoft đã bố trí một liên kết tới Windows Update trên Start Menu đã cho phép người dùng truy cập nhanh trang này. Vào thời điểm phát hành Windows 98, Windows Update còn cung cấp các chủ đề (themes), trò chơi, các bản cập nhật trình điều khiển thiết bị bổ sung (driver) và các thành phần tùy chọn khác như NetMeeting. Windows 95 và Windows NT 4 đã cho người dùng khả năng truy cập vào trang Windows Update và tải các bản cập nhật được thiết kế cho các hệ điều hành đó, bắt đầu với việc phát hành phiên bản Internet Explorer 4 cho hai hệ điều hành trên. Trọng tâm ban đầu của Windows Update là các tiện ích bổ sung miễn phí và các công nghệ mới cho Windows, các bản sửa lỗi bảo mật cho Outlook Express, Internet Explorer và các ứng dụng khác xuất hiện sau đó, cũng như truy cập phiên bản beta của những phần mềm Microsoft sắp tới, nhất là Internet Explorer 5. Các bản sửa lỗi cho Windows 98 để giải quyết vấn đề năm 2000 (y2k) được phân phối bằng Windows Update vào tháng 12 năm 1998. Microsoft cho biết doanh thu bán hàng của Windows 98 một phần cho Windows Update.
Windows Update yêu cầu Internet Explorer hoặc trình duyệt web của bên thứ ba sử dụng công cụ định dạng MSHTML của Microsoft, vì nó phải hỗ trợ việc sử dụng một điều khiển ActiveX để chứa phần mềm được thực hiện trên máy tính của người dùng. Mặc dù các chi tiết đã thay đổi từ phiên bản này sang phiên bản, nó vẫn quét máy tính để tìm ra các thành phần hệ điều hành và phần mềm được cài đặt và so sánh các phiên bản của các thành phần đó với các phiên bản mới nhất có sẵn. Thành phần ActiveX sau đó thực thi các tệp cài đặt được tải xuống trong chế độ im lặng/không giám sát để cài đặt hoặc cập nhật các thành phần này và báo cáo lại cho các máy chủ của Microsoft.
Phiên bản đầu tiên của trang Windows Update (thường được gọi là "v3") không yêu cầu bất kỳ thông tin nhận dạng cá nhân nào được gửi tới Microsoft. Để kiểm soát ActiveX v3 để xác định những gì cần cập nhật, toàn bộ danh sách các phần mềm có sẵn trên Windows Update sẽ được tải xuống máy tính của người dùng khi họ truy cập vào trang Windows Update. Vì số lượng các cập nhật được cung cấp bởi Windows Update đã tăng lên, điều này dẫn đến mối quan tâm về hiệu suất. Arie Slob, viết cho bản tin Windows-help.net tháng 3 năm 2003, lưu ý rằng kích thước của danh sách cập nhật đã vượt quá 400KB, gây nhiều bất tiện cho những người dùng kết nối dial-up.
Windows Update v4, được phát hành kết hợp với Windows XP năm 2001, đã khắc phục vấn đề trên bằng cách kiểm soát ActiveX đệ trình một danh sách các thành phần phần cứng cho các máy chủ của Microsoft, sau đó sẽ trả về một danh sách các trình điều khiển có sẵn cho máy đó. Nó cũng thu hẹp danh sách các bản cập nhật sẵn có cho hệ điều hành và các thành phần có liên quan bằng cách gửi thông tin chi tiết về phiên bản hệ điều hành, gói dịch vụ và ngôn ngữ được cài đặt.

### Công cụ thông báo cập nhật quan trọng
Ngay sau khi phát hành Windows 98, Microsoft đã phát hành một công cụ thông báo cho người dùng biết cập nhật quan trọng thông qua Windows Update. Công cụ này cài đặt một dịch vụ nền trên máy tính của người dùng đã kiểm tra trang web Windows Update theo lịch trình thường xuyên để cập nhật mới mà được máy chủ Windows Update đánh dấu là "Quan trọng (Important)". Theo mặc định, việc kiểm tra được thực hiện năm phút một lần, và khi Internet Explorer được bắt đầu, mặc dù người dùng có thể cấu hình cho lần kiểm tra kế tiếp chỉ xảy ra vào những thời điểm nhất định trong ngày hoặc những ngày nhất định trong tuần. Việc kiểm tra đã được thực hiện bằng cách tìm trên máy chủ tập tin "cucif.cab" có chứa một danh sách tất cả các cập nhật quan trọng được phát hành cho hệ điều hành của người dùng. Công cụ thông báo cập nhật quan trọng sau đó so sánh danh sách này với danh sách các bản cập nhật được cài đặt trên máy của người dùng và hiển thị một thông báo cho người dùng thông báo cho họ về những cập nhật quan trọng mới nếu có. Khi việc kiểm tra được thực hiện, bất kỳ lịch biểu tùy chỉnh nào được xác định bởi người dùng đã được hoàn trả về mặc định. Microsoft tuyên bố rằng đây là trường hợp được thiết kế để đảm bảo rằng người dùng nhận được thông báo cập nhật quan trọng một cách kịp thời.
Công cụ thông báo cập nhật quan trọng tiếp tục được quảng bá bởi Microsoft cho tới năm 1999 và nửa đầu năm 2000. Phiên bản ban đầu của Windows 2000 được bán kèm công cụ này, tuy nhiên Windows 95 và Windows NT 4.0 không được hỗ trợ. Nó được thay thế bởi Automatic Updates trong Windows Me và Windows 2000 SP3.

### Automatic Updates (Tự động cập nhật)
Với việc phát hành Windows ME vào năm 2000, Microsoft giới thiệu Automatic Updates như một công cụ thay thế cho công cụ thông báo cập nhật quan trọng. Không giống như người tiền nhiệm, Automatic Updates có khả năng tải xuống và cài đặt bản cập nhật không cần sử dụng trình duyệt web. Thay vì lịch trình năm phút kiểm tra một lần, chương trình Automatic Updates sẽ kiểm tra các máy chủ Windows Update một lần mỗi ngày. Người dùng được cung cấp tùy chọn để tải xuống các bản cập nhật sẵn có sau đó nhắc người dùng cài đặt chúng hoặc thông báo cho họ trước khi tải xuống bất kỳ bản cập nhật có sẵn nào. Sau quá trình cài đặt chuẩn của Windows Me, người dùng sẽ được yêu cầu cấu hình Automatic Updates.
Chính bản thân trang web Windows Update cũng đã được cập nhật để phù hợp với phong cách trực quan của Windows XP.
Windows XP và Windows 2000 Service Pack 3 bao gồm Dịch vụ truyền tải nền thông minh (Background Intelligent Transfer Service), một giao thức để chuyển các tệp ở chế độ nền mà không cần tới sự tương tác của người dùng. Là một thành phần hệ thống, nó có khả năng theo dõi việc sử dụng Internet của người dùng và hạn chế việc sử dụng băng thông của riêng mình để ưu tiên các hoạt động do người dùng. Các máy khách Automatic Updates của các hệ điều hành trên đã được cập nhật để sử dụng dịch vụ hệ thống này.

### Microsoft Update
Tại Hội nghị RSA tháng 2 năm 2005, Microsoft công bố phiên bản beta đầu tiên của Microsoft Update, một bản thay thế cho Windows Update trong việc cung cấp các bản sửa lỗi bảo mật, gói dịch vụ và các bản cập nhật khác cho cả Windows cũng như các phần mềm Microsoft khác. Phiên bản ban đầu vào tháng 6/2005 cung cấp hỗ trợ cho Microsoft Office 2003, Exchange 2003 và SQL Server 2000, chạy trên Windows 2000, XP và Server 2003. Theo thời gian, danh sách trên được mở rộng để bổ sung các sản phẩm khác của Microsoft, chẳng hạn như Windows Live, Windows Defender, Visual Studio, runtimes và redistributables, phần mềm Zune, máy ảo và máy chủ ảo, CAPICOM, Microsoft Lync, và các sản phẩm máy chủ khác. Nó cũng cung cấp Silverlight và Windows Media Player như các tùy chọn áp dụng cho hệ điều hành.

### MS Office Update
Microsoft Office Update là một dịch vụ trực tuyến miễn phí cho phép người dùng tìm và cài đặt bản cập nhật cho một số sản phẩm Microsoft Office nhất định. Dịch vụ cập nhật này hỗ trợ Office 2000, Office XP, Office 2003 và Office 2007. Vào ngày 1 tháng 8 năm 2009, Microsoft cho ngừng hoạt động dịch vụ này và tích hợp chức năng của nó vào Microsoft Update. Sau khi tích hợp, Microsoft Update không hỗ trợ cập nhật cho Office 2000, vì nó đã hết thời hạn hỗ trợ và do đó không có bản cập nhật mới nào được phát hành. Tuy nhiên, nó ảnh hưởng đến việc cài đặt lại Microsoft Office 2000 từ đĩa CD gốc.

### Windows Vista về sau
Đối với Windows Vista, Windows Server 2008 và các phiên bản sau này, trang web không còn cung cấp giao diện người dùng để lựa chọn và tải xuống các bản cập nhật. Thay vào đó, bảng điều khiển Windows Update (hoặc Automatic Updates) được mở rộng để cung cấp các chức năng tương tự. Hỗ trợ cho Microsoft Update cũng được tích hợp vào hệ điều hành, nhưng được tắt theo mặc định. Windows Update cũng có thể được thiết đặt để tự động tải về cũng như cài đặt cả các cập nhật quan trọng và các cập nhật khuyến khích. Trong các phiên bản trước của Windows, những cập nhật như vậy chỉ có trên trang web Windows Update.
Trong các phiên bản của Windows trước Vista, các bản cập nhật yêu cầu khởi động lại hệ thống để hoàn thành sẽ bật lên một hộp thoại chứa số phút quy định yêu cầu người dùng khởi động lại máy của họ. Microsoft đã thay đổi hộp thoại này để cho phép người dùng chọn một khoảng thời gian dài hơn (lên đến 4 giờ) trước khi nhắc lại. Hộp thoại sửa đổi cũng hiển thị dưới các ứng dụng khác, thay vì trên đầu trang của chúng.
Trong Windows 7 và Vista, một khi cập nhật tự động đã kết thúc, máy tính sẽ tắt sau thời gian đếm ngược, đôi khi khởi động lại lúc người dùng vẫn đang sử dụng máy tính (hoặc cách xa máy tính và Không muốn nó khởi động lại) khiến mất dữ liệu, do đó người sử dụng có thể thiết đặt để vô hiệu hóa nó bằng cách chỉnh sửa registry hoặc bằng cách thay đổi chính sách nhóm (Group Policies).
Trong Windows 8, người dùng có 3 ngày (72 giờ) trước khi máy tính khởi động lại tự động sau khi cài đặt các bản cập nhật tự động yêu cầu khởi động lại. Windows 8 cũng hợp nhất các yêu cầu khởi động lại cho các cập nhật không quan trọng chỉ trong một tháng.
Windows Update sử dụng Transactional NTFS, một tính năng hệ thống tệp được giới thiệu với Windows Vista, khi thực hiện cập nhật cho các tệp hệ thống Windows. Tính năng này giúp Windows phục hồi hoàn toàn trong trường hợp quá trình cập nhật bị ngắt giữa chừng, vì hệ thống kiểu giao dịch sẽ đảm bảo rằng các thay đổi được cam kết với hệ thống tệp tin (đặc biệt là các tệp tin lưu trữ liên tục của sổ đăng ký) theo nguyên tắc nguyên tử, nghĩa là "hoàn thành tất cả mọi việc, hoặc quay lại y như ban đầu".
Vào ngày 15 tháng 8 năm 2016, Microsoft đưa ra một thông báo rằng vào tháng 10 năm 2016, tất cả các bản vá lỗi tương lai cho Windows 7 và 8.1 sẽ trở chuyển thành dạng tích lũy như với Windows 10. Khả năng tải xuống và cài đặt các bản cập nhật riêng lẻ sẽ bị xóa vì các bản cập nhật hiện tại được chuyển sang mô hình này.

### Windows 10
Windows 10 chứa các thay đổi lớn đối với cách hoạt động của Windows Update. Nó không còn cho phép người dùng cài đặt cập nhật bằng tay, hoặc tùy chọn bản cập nhật sẽ cài. Tất cả các bản cập nhật, bất kể loại nào (bao gồm các trình điều khiển phần cứng) đều được tải xuống và cài đặt một cách tự động, và người dùng chỉ được cung cấp tùy chọn để chọn liệu hệ thống của họ sẽ khởi động lại tự động để cài đặt bản cập nhật hay không, hoặc được thông báo để lên lịch khởi động lại (điều này gây ra nhiều phiền toái, và cuối cùng đã nhận rất nhiều chỉ trích và phản đối từ phía người dùng cũng như các chuyên gia vì tính thiếu khoa học và ép buộc người dùng). Để khắc phục, Microsoft cung cấp một công cụ chẩn đoán có thể được sử dụng để ẩn các bản cập nhật và ngăn không cho Windows Update cài đặt lại nó, tuy nhiên nó hoạt động chỉ sau khi những bản cập nhật đó đã được cài đặt rồi, sau đó gỡ cài đặt và không khởi động lại hệ thống.
Tất cả các cập nhật cho Windows 10 đều thuộc dạng cập nhật tích luỹ. Ban đầu Microsoft giữ lại thông tin về những thay đổi cụ thể trong mỗi bản cập nhật trong các bài báo của họ, tuy nhiên kể từ đầu năm 2016 Microsoft đã bắt đầu tiết lộ thêm thông tin chi tiết về những thay đổi cụ thể trong mỗi bản cập nhật.
Windows Update trên Windows 10 hỗ trợ phân phối theo kiểu peer to peer. Theo mặc định, băng thông của hệ thống được sử dụng để phân phối các bản cập nhật đã tải về trước đây cho người dùng khác, kết hợp với các máy chủ của Microsoft. Mọi việc xem như vẫn ổn tuy nhiên thiết đặt này mặc định được bật nên đôi khi người dùng có cảm giác bị ăn gian băng thông, khiến Microsoft sau đó nhật hàng loạt chỉ trích. Cuối cùng, người dùng có thể tùy ý thay đổi Windows Update để chỉ thực hiện peer to peer cập nhật trong mạng cục bộ của họ, hoặc tắt hẳn đi tính năng này.

## Các vấn đề
Một lỗi liên tục trong Microsoft Update ảnh hưởng đến các máy tính Windows đó là hai tiến trình wuauclt.exe và svchost.exe chiếm trọn 100% bộ xử lý của máy tính trong một khoảng thời gian dài, làm cho chúng trở nên ì ạch và thậm chí không sử dụng được. Một báo cáo vào tháng 12 năm 2013 xác định nguyên nhân là một thuật toán lũy thừa trong việc đánh giá các bản cập nhật thay thế.
Ngay sau khi khởi động Windows 8, có một số cập nhật quan trọng gây ra sự cố cho một số cài đặt Windows 8 trên máy tính xách tay. Một số người dùng không thể cài đặt bản cập nhật KB2756872 trừ khi họ khởi động lại ở chế độ an toàn và tự gỡ các trình điều khiển âm thanh của mình. Microsoft cũng cung cấp các hướng dẫn khắc phục sự cố tuy nhiên dường như ban đầu không mọi người không dễ dàng truy cập được. Các cập nhật KB2769165 và KB2770917 gây ra các sự cố tương tự trên một số máy tính xách tay, tuy nhiên Microsoft đã không phát hành ngay các giải pháp.

## Thống kê
Vào đầu năm 2005, Windows Update đã được truy cập bởi khoảng 150 triệu người, với khoảng 112 triệu người sử dụng Automatic Updates.
Tính đến năm 2008, Windows Update có khoảng 500 triệu khách hàng, xử lý khoảng 350 triệu lần truy cập mỗi ngày và duy trì trung bình 1,5 triệu kết nối đồng thời với máy khách. Vào các ngày có Patch Thứ ba, lưu lượng gửi đi có thể vượt quá 500 gigabit mỗi giây. Khoảng 90% tất cả khách hàng đã sử dụng cập nhật tự động để bắt đầu cập nhật phần mềm, với 10% còn lại sử dụng trang web Windows Update. Trang web được xây dựng bằng cách sử dụng ASP.NET và xử lý trung bình khoảng 90.000 yêu cầu mỗi giây.